# Lato sensu
Lato sensu o sensu lato és una expressió llatina que significa «en sentit ampli» i s'abreuja s. l. Sol ser molt usada en Dret, té els mateixos usos que l'expressió sensu amplo i s'oposa a l'expressió sensu stricto o stricto sensu (s.s. o s.str.). S'usa també en les ciències biològiques en taxonomia.
S'empra, el mateix que el seu sinònima sensu amplo, quan per a una paraula, nom o expressió són possibles dues interpretacions i una d'elles abasta a l'altra, per a indicar que el terme que acompanya ha d'interpretar-se en el més ampli dels seus significats, no en el més restringit.
Per exemple, el concepte de família lato sensu inclou a tots aquells membres d'una família que són descendents, directes o indirectes del mateix progenitor i les relacions de parentiu per afinitat.